# This Is the Time
This Is the Time est un single du groupe de metal symphonique Epica dont les bénéfices sont entièrement reversés à la WWF.

## Liste des titres
1. Living a lie (Version Simone)
2. Unleashed (Avec Amanda Somerville)
3. This Is The Time